# Karin Neipp
Karin Neipp  (* 8. September 1947 in Mölln) ist eine  hessische Politikerin (CDU) und war Abgeordnete des Hessischen Landtags in der 18. Wahlperiode von 2009–2014.

## Leben
Neipp absolvierte von 1964 bis 1967 eine Ausbildung zur Biologie-Laborantin. Anschließend absolvierte sie bis 1969 eine Ausbildung zur Medizinisch-technischen Assistentin. In diesem Beruf war sie bis 1980 tätig. Karin Neipp ist verheiratet und Mutter eines Kindes.

## Politik
Sie ist Mitglied der CDU. Sie war von 1985 bis 2006 Mitglied der Gemeindevertretung Seeheim-Jugenheim, seit 1997 Fraktionsvorsitzende der CDU und seit 2001 Vorsitzende der Gemeindevertretung und Mitglied im Vorstand des Hessischen Städte- und Gemeindebundes. Seit dem 27. April 2006 ist sie erste Beigeordnete der Gemeinde. Vom Jahr 2001 bis 2011 war sie Kreistagsabgeordnete des Landkreises Darmstadt-Dieburg, seit 2006 dort als Fraktionsvorsitzende. Für ihr kommunalpolitisches Engagement wurde sie mit dem Bundesverdienstkreuz am Bande ausgezeichnet.
Neipp war seit 1997 Stellvertreterin des Kandidaten Gottfried Milde, der 2009 im Wahlkreis Darmstadt-Dieburg I direkt in den Landtag gewählt wurde. Nachdem dieser sein Mandat niedergelegt hatte, rückte Neipp am 1. Januar 2013 in den Landtag nach.